# Ceratopsyche penicillata
Ceratopsyche penicillata är en nattsländeart som först beskrevs av Martynov 1931.  Ceratopsyche penicillata ingår i släktet Ceratopsyche och familjen ryssjenattsländor. Inga underarter finns listade i Catalogue of Life.